# Ajkwa
L’Ajkwa est une rivière d'Indonésie coulant sur l'île de Nouvelle-Guinée. Elle prend sa source dans la chaîne de Sudirman et se jette dans le fleuve Otomona.